# Partia Konstytucyjno-Demokratyczna
Partia Konstytucyjno-Demokratyczna (ros. Конституціонно-демократическая партія) – liberalna partia polityczna, działała w Imperium Rosyjskim i w Rosji okresu rewolucji w latach 1905–1917. Znana także jako „Partia Wolności Ludowej” (Партія Народной Свободы), nieformalnie nazywana „Partią Kadetów”, „K-D” oraz „Kadeci” (кадеты).
Powstała 12 października 1905 w czasie rewolucji 1905 roku. Obecna w Dumie od jej powołania w 1906 roku do 1917. Posiadała największą liczbę posłów w Pierwszej Dumie obradującej tylko kilka miesięcy w 1906 roku. W kolejnych Dumach (II, III i IV), do 1917 posiadała po kilkudziesięciu posłów. Do partii kadetów należeli przewodniczący I i II Dumy: Siergiej Muromcew i Fiodor Gołowin. Przewodniczącym partii był historyk Pawieł Milukow, a jej współzałożycielem Polak Aleksander Lednicki. Do współtwórców partii należał Józef Władymirowicz Hessen (1866–1943) ojciec wybitnego filozofa i pedagoga Sergiusza Hessena. Został wybrany (1907) do II Dumy Państwowej. W latach 1906–1918 był współredaktorem organu prasowego partii – „Riecz”. W 1920 r. wyemigrował z Rosji do Helsinek a potem do Berlina, gdzie reprezentował liberalne dążenia rosyjskich emigrantów. W latach 1921–1937 wydał w Berlinie 22 tomy „Archiwum Rewolucji Rosyjskiej”.
Po obaleniu caratu (marzec 1917) działacze partii zajmowali do lipca 1917 większość stanowisk w Rządzie Tymczasowym Rosji, wraz z premierem rządu, którym był Gieorgij Lwow.
W jedynych wolnych i powszechnych wyborach do Konstytuanty w Rosji 25 listopada 1917 roku na listy partii kadetów padło 2 088 000 głosów, czyli 4,7% ogółu oddanych głosów. Jednak w Piotrogrodzie uzyskali 26,2% głosów, a w Moskwie – 34,2% głosów (36,4% bez głosów garnizonu Moskwy), co dawało im w obu przypadkach drugie miejsce po bolszewikach (45,3% głosów bez garnizonu). Kadeci wygrali z bolszewikami w 11 na 38 stolic guberni, a w wielu innych zajmowali drugie miejsce, przy niewiele gorszych wynikach.
Z tego powodu partia kadetów została uznana przez bolszewików za głównego przeciwnika po przejęciu władzy w listopadzie 1917 i została zdelegalizowana dekretem Rady Komisarzy Ludowych już w grudniu 1917, wkrótce po wyborach do Konstytuanty, a przed jej zebraniem. Jej działacze, zaliczeni przez bolszewicką propagandę do wrogów ludu, byli pierwszym obiektem represji nowo utworzonej Czeka. Już w styczniu 1918 zostali zamordowani Fiodor Kokoszkin  i Nikołaj Kiszkin.
Działacze partii uczestniczyli w walce z bolszewikami, wchodząc w skład różnych organów władzy białych. Po zakończeniu wojny domowej większość jej działaczy udała się na emigrację na zachód Europy.
Wybitnymi działaczami partii byli: Pawieł Milukow, Piotr Struwe, Władimir Nabokow, Fiodor Rodiczew, Gieorgij Lwow, Aleksander Lednicki, Nikołaj Niekrasow, Władimir Wernadskij, Siergiej Muromcew, Fiodor Gołowin, Fiodor Kokoszkin, Nikołaj Kiszkin.

## Polacy w partii
W Partii Konstytucyjno-Demokratycznej działali także politycy narodowości polskiej. Wśród nich byli m.in. Aleksander Lednicki z Mińszczyzny, Gustaw Wykowski z Mohylewszczyzny i Franciszek Drucki-Lubecki z Pińska. Ten ostatni w czasie zjazdu partii w kwietniu 1906 roku poparł wywłaszczenie wielkiej własności ziemskiej. Proponował, by przyszły ustrój agrarny określały zasady wybrane na podstawie demokratycznego prawa wyborczego do ziemstw. Posłem z ramienia kadetów był również wybitny polski prawnik, socjolog i filozof Leon Petrażycki.